# Mary Parker Follett
Pour les articles homonymes, voir Follett.
Mary Parker Follett, née 3 septembre 1868 à Quincy (Massachusetts) et morte 18 décembre 1933 à Boston, est une conseillère en management et pionnière de la théorie des organisations du point de vue des ressources humaines. 
Peter Drucker, qui a découvert le travail de Follett dans les années 1950, aurait été influencé par ses idées. Il disait d’elle qu’elle était « l’étoile la plus brillante au firmament du management ». Henry  Mintzberg, quant à lui, déclara : « Imaginez, si nous avions passé la  plus grande partie du siècle à suivre les enseignements de Mary Parker Follett au lieu de ceux de Fayol !  ».

## Biographie
Mary Parker Follett est diplômée de Radcliffe (summa cum laude) en 1898. Elle publie son premier livre sur le gouvernement, qui a été applaudi entre autres par Theodore Roosevelt.
De 1900 à 1908, Follett, se consacre à un travail social dans le quartier de Roxbury Boston. En 1908, elle devient présidente d'une ligue féminine de la commission municipale sur l'extension de l'utilisation des bâtiments scolaires, et en 1911, elle aide à ouvrir la East High School de Boston Centre social. Elle a joué un rôle dans la formation de nombreux autres centres sociaux à travers Boston. Son expérience dans ce domaine a contribué à transformer son point de vue sur la démocratie.
En 1918, elle publie son deuxième livre, The new state, qui traite de la nature humaine au sein du gouvernement, de la démocratie et du rôle de la communauté locale.
En 1924, Mary Parker Follett publie son troisième livre, Creative experience. Ce travail aborde plus directement l'interaction créative des personnes par le biais d'un processus circulaire de réponses. Ses idées s'opposent  à la rigidité des principes des premiers organisateurs. Néanmoins, de ce point jusqu'à sa mort en 1933, Follett a trouvé son public dans le monde des affaires. Les idées de Mary Parker Follett ne seront développées que beaucoup plus tard, notamment par l'école des systèmes sociaux. L'admiration et le respect pour son travail augmenteront des deux côtés de l'Atlantique ; elle est devenue un leader de conseil en gestion. 
Divers documents et des discours rédigés dans ce cadre ont été repris par Henry Metcalf et Lionel Urwick dans un livre intitulé Dynamic Administration en 1941.

## Idées
Mary P. Follett s'intéressa aux problèmes de direction des entreprises en découvrant que ces problèmes étaient les mêmes que ceux des administrations. À contre-courant des idées alors dominantes de Henri Fayol et de Frederick W. Taylor, elle étudia les réactions d'un individu dans un groupe et fut une des premières à accorder de l'importance à la psychologie dans la conduite des organisations pour aboutir à une analyse plus globale des processus d'administration.
Mary Parker Follett est reconnue aujourd'hui comme l'initiatrice, du moins au XXe siècle, d'idées qui sont aujourd'hui communément admises comme les idées de rechercher pour le management la position communautaire « gagnant-gagnant », la reconnaissance de la force dans la diversité humaine, la situation de leadership et son impact sur les processus de l'entreprise.

### Sur la différence entre pouvoir et autorité
Ses travaux portent sur la question du pouvoir et de l'autorité. Selon M. P. Follett, pour être efficace, une organisation doit rejeter la notion de pouvoir dominant et adopter celle du pouvoir commun.  L'autorité découle seulement de la fonction assumée. Elle est convaincue des effets essentiels de la participation et de la responsabilisation des individus dans l'organisation de l'entreprise à tous les niveaux de la hiérarchie. La soumission des subordonnés est insuffisante pour avoir une organisation performante. Mary Parker Follett affirme que : la « responsabilisation est le grand révélateur des possibilités de l'homme » et défend le principe d'autonomie, qui est la meilleure voie pour que les individus et les groupes se réalisent, ainsi que son concept avant-gardiste du « pouvoir-avec » (power with), plutôt que du « pouvoir-sur » (power over), qui est toujours d'une brûlante actualité. 

### Sur les conflits

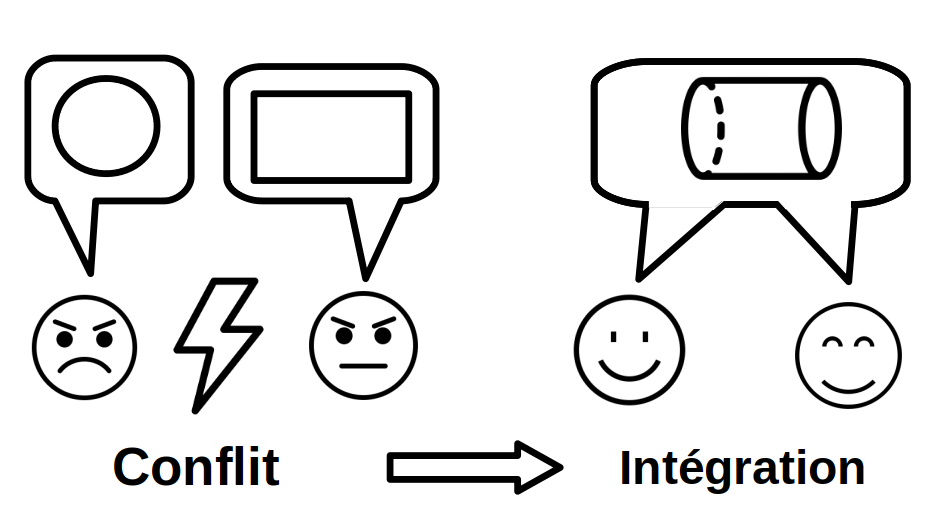
Illustration imagée de la résolution du conflit par l’intégration des différences, principe clé dans le travail de Mary Parker Follett.

Pour Mary Parker Follett, les conflits ne sont pas à éviter, au contraire, ils sont la manifestation de la diversité. Pour les résoudre, elle favorise l’intégration aux dépens de la domination et du compromis qui nient les différences.
« Le compromis sacrifie l’intégrité de l’individu et l’équilibre des pouvoirs ne fait que réorganiser ce qui existe déjà ; il ne produit pas de nouvelles valeurs » - Creative Experience, p. IV.
Elle nous enseigne donc à ne pas éviter le conflit mais au contraire à le résoudre par l’intégration des différences. Elle nous apprend aussi que toutes les situations ne peuvent se résoudre par intégration. Cependant, les conflits rencontrés en entreprise sont propices à l’intégration car les parties concernées ont généralement des objectifs communs – la pérennité de l’entreprise par exemple. L’intégration consiste à faire preuve de créativité pour résoudre le conflit en intégrant les différences qu’il a mis en évidence et à en faire quelque chose de nouveau. Follett nous apprend finalement à faire du conflit un moteur d’innovation. L’intégration est ainsi le pivot principal du changement. Grâce à l’intégration, nous comprenons les différentes perspectives, éliminons les silos, exposons de nouvelles idées et ouvrons de nouvelles voies.

## Œuvres
- The Speaker of the House of Representatives, 1896
- The New State, group organization, the solution of popular government, Longmans, 1918
- Creative Experience, Longmans, 1924
- Dynamic Administration, 1941 (recueil de discours et d'articles courts publié à titre posthume par Lyndall Urwick et Henry C. Metcalf)[5]
- Freedom and Coordination, 1949 (recueil de conférences données à la London School of Economics publié à titre posthume par Lyndall Urwick)[5]

## Traduction en français
- Marc Mousli, Traduction des six principales conférences de M.P. Follett sur le management in Diriger au-delà du conflit, Village Mondial, 2002.
- F. Héon, A. Davis, J. Jones-Patulli & S. Damart, L'essentielle Mary Parker Follett, Des réponses pour s'organiser ensemble, Citations, 2015,

### XXesiècle
- Harwood Merrill, « Mary Parker Follett. Coordination », dans : Les grands classiques du management, La Bibliothèque du management, 1970, p. 279-320
- Jean-Claude Scheid, « Les grands auteurs en organisation», p. 90 à 93, Dunod, 1980

### Années 2000
- Marc Mousli, Mary Follett, Pionnière du Management. Diriger au-delà du conflit, éd. Village Mondial, 2002.
- (en) Joan C. Tonn, Mary Parker Follett - Creating Democracy………, 2003.
- Carol Kennedy, « Mary Parker Follet », dans : Les grands auteurs en management, ………, p. 57-68.
- (en) Ellen O'Connor, « Mary Parker Follett. Concepts and practices of unbounded relationality » dans : Sandra Charreire Petit , Isabelle Huault, Les grands auteurs en mananagement, EMS, 2009, p. 57-68.

### Années 2010
- Emmanuel Groutel, F. Carluer & F. Le Vigoureux, Le leadership follettien: un modèle pour demain ?, RMA, 2010.
- Marc Mousli, Mary Parker Follett, prophète du management, dans Les Grandes figures du management, coll. Alternatives Économiques, Paris, Éditions Les Petits matins, 2010.
- Emmanuel Groutel, L'évolution du rôle des dirigeants: la modernité de Mary Parker Follett vue par les dirigeants d'entreprises moyennes, 2011.
- Emmanuel Groutel, Follett - Un Management au service de la société, Humanisme & Organisations, 2013.
- Emmanuel Groutel « Mary Parker Follett. La facette méconnue du management jardiné », Revue Française de Gestion , 2014, p. 13-29
- Emmanuel Groutel « L'unité et non l'uniformité doit être notre but », RIPCO , 2016, p. 153-168